# Norman Ross

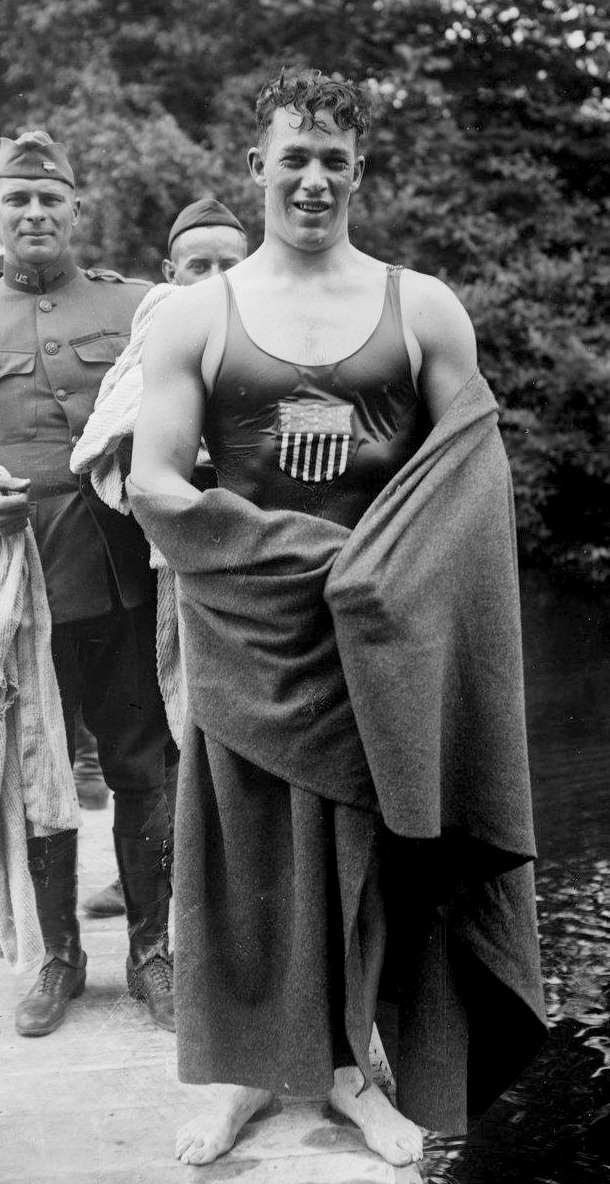
Norman Ross 1919

Norman DeMille Ross (* 2. Mai 1896 in Portland; † 19. Juni 1953 in Evanston) war ein US-amerikanischer Schwimmer.

## Karriere
Ross gewann bei den Olympischen Spielen 1920 in Antwerpen drei Goldmedaillen. Er siegte über 400 m und 1500 m Freistil und mit der 4 × 200-m-Freistilstaffel. Während seiner aktiven Zeit stellte er mehr als 10 Weltrekorde auf.
Nach der Karriere im Schwimmen wurde er erst Sportjournalist, um dann später als Diskjockey für einen Radiosender in Chicago zu arbeiten. 1967 wurde er in die Ruhmeshalle des internationalen Schwimmsports aufgenommen.